# Europa de la Llibertat i la Democràcia Directa
L'Europa de la Llibertat i la Democràcia Directa (EFDD o EFD², de l'anglès Europe of Freedom and Direct Democracy) fou un grup del Parlament Europeu de caràcter euroescèptic i populista, successor de l'EFD de la VII Legislatura del Parlament Europeu, actiu entre 2014 i 2019.
El grup parlamentari estava vinculat originàriament a l'Aliança per a la Democràcia Directa a Europa (ADDE), però va haver de cessar les seves activitats al 2016 després que una investigació alertés de malversació de fons de la UE, dissolent-se definitivament el 24 de maig de 2017.
Els principals partits del grup durant la seva existència van ser l'UKIP britànic i el M5S italià. Així, els seus Copresidents van ser Nigel Farage, primer com a membre de l'UKIP i després com a candidat independent abans de liderar de nou el Partit del Brexit. David Borrelli, del M5S, va ser copresident fins al gener de 2017, quan va haver de renunciar després d'un intent fallit del seu partit de passar al grup ALDE.

## Història
Després de les eleccions al Parlament Europeu de 2014, el grup predecessor EFD va patir nombroses baixes provocades per l'aparició dels Conservadors i Reformistes Europeus (ECR), perillant la seva continuïtat. Així però, el M5S italià, que comptava llavors amb 17 eurodiputats, va aprovar en referèndum intern entrar a l'EFD després que fossin rebutjats tant pels Verds/ALE com per l'ALDE. Juntament amb altres partits minoritaris, el 24 de juny de 2014 el grup va modificar el seu nom a Europa de la Llibertat i la Democràcia Directa (EFDD), escollint a David Borrelli com a copresident.
No trigarien en aparèixer nous problemes, ja que a l'octubre del mateix any la eurodiputada Iveta Grigule de la Unió d'Agricultors Letons va desertar de l'EFDD al grup ALDE, la qual cosa va provocar l'enfonsament del grup perquè ja no estava compost per representants d'almenys una quarta part dels estats membres de la UE. El criteri es va restaurar pocs dies després amb l'entrada d'un eurodiputat polonès, Robert Iwaszkiewicz, del Congrés de la Nova Dreta (KNP).
Durant l'any 2015 van ser suspesos dos eurodiputats de l'UKIP per frau financer, Amjad Bashir, que va passar al Partit Conservador, i Janice Atkinson, que entraria a l'ENF. També abandonaria el grup l'eurodiputada lituana Valentinas Mazuronis, d'Ordre i Justícia, que passaria al Partit del Treball.
Al 2016 dos membres més de l'UKIP, Steven Woolfe i Diane James, abandonarien el grup per passar als No Inscrits. En canvi, entraria Alternativa per Alemanya, amb una única eurodiputada, Beatrix von Storch, que marxava del ECR.
El 9 de gener de 2017, el M5S va votar en un referèndum intern abandonar l'EFDD per unir-se al grup ALDE; no obstant això, com va ocórrer anys enrere, van ser rebutjats pels liberals europeus més el mateix dia. La situació va provocar la renúncia de dos eurodiputats, Marco Affronte, que passava als Verds/ALE, i Marco Zanni a l'ENF. Altres eurodiputats del partit es van retirar del canvi de grup parlamentari després de l'amenaça del líder del partit Beppe Grillo amb una multa de 250.000 euros.
A l'octubre de 2017, amb el canvi al Front Nacional francès, Florian Philippot, president dels "Patriotes", Sophie Montel i Mireille d'Ornano s'uneixen al grup.
Al 2018 s'iniciava el declivi definitiu el grup europeu. El 13 de febrer el propi copresident abandonava el M5S i el grup, traslladant-se als No Inscrits. El 3 de juliol els 2 eurodiputats dels Demòcrates de Suècia es van traslladar al grup ECR. Al desembre Farage i molts altres eurodiputats van abandonar l'UKIP en protesta pel lideratge de Gerard Batten. Batten, al seu torn, va abandonar l'EFDD i després va retirar els altres 6 eurodiputats de l'UKIP de la seva facció. Abans de les eleccions europees de 2019, Farage formaria el nou Partit del Brexit al qual es van unir ell i deu dels altres antics diputats de l'UKIP.
El 26 de juny de 2019 es va informar que l'EFDD no s'havia registrat al 9è Parlament Europeu, fet que ja no era un grup polític oficial. La majoria dels antics membres de l'EFDD han passat a formar part del grup polític Identitat i Democràcia.

## Partits membres

### Formació (2014)
| Estat      | Partit                                    | Eurodiputats |
| ---------- | ----------------------------------------- | ------------ |
| Txèquia    | Partit de Ciutadans Lliures               | 1 / 21       |
| França     | Joëlle Bergeron (Independent)             | 1 / 74       |
| Itàlia     | Moviment 5 Estrelles                      | 17 / 73      |
| Letònia    | Unió d'Agricultors Letons                 | 1 / 8        |
| Lituània   | Ordre i Justícia                          | 2 / 11       |
| Suècia     | Demòcrates de Suècia                      | 2 / 20       |
| Regne Unit | Partit de la Independència del Regne Unit | 24 / 73      |

### Final (2019)
Prèviament a les eleccions al Parlament Europeu de 2019, el grup estava integrat pels següents partits i candidats independents:
| Estat      | Partit                      | Eurodiputats |
| ---------- | --------------------------- | ------------ |
| Txèquia    | Partit de Ciutadans Lliures | 1 / 21       |
| França     | Candidats indep.            | 4 / 74       |
| Itàlia     | Moviment 5 Estrelles        | 14 / 73      |
| Polònia    | Robert Iwaszkiewicz (KNP)   | 1 / 51       |
| Lituània   | Ordre i Justícia            | 1 / 11       |
| Alemanya   | Alternativa per Alemanya    | 1 / 96       |
| Regne Unit | Partit del Brexit           | 14 / 73      |

## Lideratges
- Copresident: Nigel Farage (2014–2019)
- Copresident: David Borrelli (2014–2017)
- President de la Mesa:  Roger Helmer
- Vicepresidenta:  Joëlle Bergeron
- Vicepresident:  Piernicola Pedicini
- Vicepresident:  Robert Jarosław Iwaszkiewicz
- Vicepresident:  Rolandas Paksas
- Tresorera:  Tiziana Beghin